# Deferasirox
Deferasirox este un medicament agent chelator al fierului și este utilizat pentru a trata supraîncărcarea cu fier la pacienții care primesc transfuzii de sânge pe termen lung pentru afecțiuni precum beta-talasemia și alte anemii cronice. Este aprobat în Uniunea Europeană de către Agenția Europeană pentru Medicamente (EMA) pentru copiii cu vârsta de minimum șase ani pentru supraîncărcarea cronică cu fier în urma transfuziilor de sânge repetate. Se află pe lista medicamentelor esențiale ale Organizației Mondiale a Sănătății.